# Адмирал флота (Россия)
Адмира́л фло́та — персональное высшее корабельное звание высшего офицерского состава ВМФ РФ. Соответствует войсковому званию «Генерал армии».
| Младшее звание: Адмирал | Адмирал флота | Старшее звание: Маршал Российской Федерации |

## История
Звание «Адмирал флота» было введено Указом Президиума Верховного Совета СССР от 7 мая 1940 года «Об установлении воинских званий высшего командного состава Военно-Морского Флота» вместе с остальными адмиральскими званиями.
В Российском императорском флоте конца 18 века аналогом этого звания был редкий и уже тогда уникальный воинский чин «генерал-фельдмаршал от флота».
В ВМФ Вооружённых Сил Российской Федерации данное звание было сохранено. Законодательно закреплено Законом Российской Федерации от 11.02.1993 № 4455-1 «О воинской обязанности и военной службе». В соответствии со ст. 46 данного закона звание адмирала флота стало высшим званием в ВМФ с погонами, как у маршала рода войск (существовавшему до 1993 года и упразднённому).

## Положение о звании
Звание присваивается Президентом Российской Федерации.
К воинскому званию адмирала флота, пребывающего в запасе или находящегося в отставке, добавляются соответственно слова «запаса» или «в отставке».
Перед воинским званием адмирала флота, проходящего военную службу в гвардейской воинской части, на гвардейском корабле, добавляется слово «гвардии».
Предельный возраст пребывания на военной службе для адмирала флота составляет 65 лет.

## Знаки различия
В 1994—1997 годах у адмирала флота были знаки различия, аналогичные погонам маршалов родов войск, а на галстуке при парадной форме носилась маршальская звезда «малого» типа.
После того, как в 1993 году звания маршалов родов войск в РФ были отменены, исчезла и причина для особых знаков различия адмиралов флота. Указом президента России от 27 января 1997 года адмиралам флота были возвращены введённые в 1943 году погоны с четырьмя звёздами в ряд, кроме того, Указ Президиума Верховного Совета СССР от 15 апреля 1981 года № 4735-Х «О маршальских знаках отличия „Маршальская Звезда“…» был признан недействующим в РФ.
Указами президента России от 22 февраля 2013 года и от 31 июля 2014 года адмиралам флота вновь установлены погоны с одной большой звездой диаметром 40 мм, как и для генералов армии.
Нарукавные знаки различия представляют собой один широкий и выше него четыре средних горизонтальных галунов золотистого  цвета. Над галунами размещена контурная позолоченная вышитая звезда с изображением якоря золотистого цвета в центре (в 1994—2005 гг. звезда была сплошной).
| Знаки различия к форме                     |           |           |           |        |      |
| Знаки различия к форме                     | Годы      | Годы      | Годы      | Годы   | Годы |
| Знаки различия к форме                     | 1994—1997 | 1997—2010 | 2010—2013 | с 2013 |      |
| ------------------------------------------ | --------- | --------- | --------- | ------ | ---- |
| Погоны адмирала флота к повседневной форме |           |           |           |        |      |
| Погоны адмирала флота к парадной форме     |           |           |           |        |      |
| Погоны адмирала флота к светлой рубашке    |           |           |           |        |      |
| Нарукавный знак                            |           |           |           |        |      |

Маршальская звезда «малого» типа (1994—1997 гг.)

## Носители звания
| № | Имя                         | Портрет | Годы жизни           | Дата присвоения звания | Должность на момент присвоения звания | Уволен с действительной службы |
| - | --------------------------- | ------- | -------------------- | ---------------------- | ------------------------------------- | ------------------------------ |
| 1 | Феликс Николаевич Громов    |         | 1937—2021            | 13 июня 1996           | Главнокомандующий ВМФ                 | 7 ноября 1997                  |
| 2 | Владимир Иванович Куроедов  |         | род. 5 сентября 1944 | 21 февраля 2000        | Главнокомандующий ВМФ                 | 5 сентября 2005                |
| 3 | Владимир Васильевич Масорин |         | род. 24 августа 1947 | 15 декабря 2006        | Главнокомандующий ВМФ                 | 12 сентября 2007               |

## Таблица высших классных чинов и специальных званий, соответствующих званию адмирала флота
Утверждена Указом Президента Российской Федерации от 1 февраля 2005 года.
|                                                                          |                                      |                                      |                                                                                | —                             | —                                                                    |                                                 |                                                              |                                                              |
| Действительный государственный советник Российской Федерации 1-го класса | Генерал полиции Российской Федерации | Генерал юстиции Российской Федерации | Действительный государственный советник таможенной службы Российской Федерации | Генерал полиции (ФСКН России) | Действительный государственный советник юстиции Российской Федерации | Действительный государственный советник юстиции | Генерал внутренней службы Российской Федерации (ФСИН России) | Генерал внутренней службы Российской Федерации (ФССП России) |

## Комментарии
1. ↑  29 ноября 2021 года в силу вступил Федеральный закон № 388-ФЗ «О внесении изменения в статью 49 Федерального закона „О воинской обязанности и военной службе“», согласно которому с военнослужащими, имеющими воинское звание Маршала Российской Федерации, генерала армии или адмирала флота, достигшими предельного возраста пребывания на военной службе, может заключаться новый контракт о прохождении военной службы в порядке, определяемом Положением о порядке прохождения военной службы: имеющими воинское звание адмирала флота - на срок, установленный решением Президента Российской Федерации.[4]